# Mačkula
Mačkula (također poznata kao „mužar” ili „merzer”) predstavlja povijesni oblik topničkog oružja iz 17. i 18. stoljeća, koji je u hrvatskim krajevima zauzeo posebno mjesto u ratničkoj tradiciji. Ovaj brončani primjer artiljerijske tehnologije služio je prvenstveno za napadanje utvrđenih objekata i neprijatelja u dubokim zaklonima.

## Tehnička obilježja
Konstrukcijski, mačkula predstavlja primitivan top koji se postavljao u vertikalnom položaju. Punjenje ovog oružja sastojalo se od približno pola kilograma crnog baruta, preko kojeg se stavljala nježna masa poput pijeska kako bi se izbjegli ozljedi od padajućih čestica. Aktivacija se provodila pomoću detonatora, što je zahtijevalo određenu stručnost rukovanja.
Moderne verzije mačkula, izrađene prije desetak godina od strane lokalnih obrtnika, teže oko 120 kilograma po komadu. Stariji primjerci bili su nešto lakši, s masom od približno 70 kilograma.
Mačkula se smatra pretečom današnjeg minobacača, što potvrđuje njezinu važnost u razvoju artiljerijske tehnologije. Ovo oružje razvijalo se kao odgovor na potrebe opsadnog ratovanja, osobito za svladavanje utvrđenih pozicija.

## Kulturna važnost
U sklopu Sinjske alke, mačkule imaju nezamjenjivo mjesto u ceremoniji. Njihovi pucnjevi najavljuju alkarske svečanosti u nedjelju ujutro, a pratnja svakog uspješnog pogotka „u sridu” tradicionalno se označava pucnjem iz mačkula. 
Pucači koji upravljaju mačkulama smješteni su oko 400 metara od alkarskog trkališta, daleko od izravnog vida događanja. Unatoč toj udaljenosti, oni se oglašavaju kad alkar uspješno nacilja najmanji obruč i osvoji tri boda.

## Arheološka otkrića
Tijekom konzervatorskih radova na srednjovjekovnoj utvrdi Nečven u Nacionalnom parku Krka, arheolozi su otkrili izvrsno očuvanu mačkulu. Ovaj izniman nalaz pronađen je u nasipnom materijalu šesterokutne kule s desne strane ulaza utvrde.
Utvrda Nečven, sagrađena početkom 14. stoljeća, smatra se jednim od najznačajnijih spomenika srednjovjekovne fortifikacijske arhitekture u Dalmaciji. Sustavna arheološka istraživanja ovog lokaliteta započela su 2011. godine.